# Pace di Lubecca
Il trattato o pace di Lubecca  mise fine all'intervento danese nella guerra dei trent'anni. Fu siglato a Lubecca il 22 maggio 1629 da Albrecht von Wallenstein e Cristiano IV di Danimarca, e il 7 giugno da Ferdinando II, Imperatore del Sacro Romano Impero.
La guerra dei trent'anni assunse rilevanza europea con l'intervento della Danimarca di re Cristiano IV. Questi guardava con preoccupazione all'asse asburgico-polacco, che era sempre più vicino a un controllo del Mar Baltico. Inoltre, desiderava coadiuvare il figlio Federico, che deteneva la carica di amministratore dei vescovati tedeschi di Brema, Verden e Halberstadt.
Nel dicembre del 1625 strinse un'alleanza all'Aja con le Province Unite, l'Inghilterra e l'esule Federico V del Palatinato.
In quello stesso anno (in giugno) invase la Germania col pretesto di difendere la causa protestante tedesca, ma subì gravi sconfitte contro il nobile condottiero boemo Albrecht von Wallenstein (che era stato messo alla guida dell'esercito imperiale), il quale lo costrinse alla ritirata.
Si dovette attendere l'estate del 1629 per stipulare una pace a Lubecca. La Danimarca si impegnò a rimanere fuori dal conflitto tedesco e per controparte riacquistò le terre perse e occupate durante la guerra.